# R–8
Az R–8 és továbbfejlesztett változata, az R–98 közepes hatótávolságú légiharc-rakéta, melyet az 1960-as évek elejére fejlesztettek ki a Szovjetunióban a Jak–28 és a Szu–15 elfogóvadász repülőgépek számára. A szovjet gyakorlatnak megfelelően félaktív lokátoros és passzív infravörös önirányítású változatát is elkészítették. A rakétával lőtték le tévedésből 1978. április 20-án a Korean Airlines Boeing 707-esét, 1983. szeptember 1-jén pedig ugyanennek a légitársaságnak egy Boeing 747-esét.

## Külső hivatkozások
- К-8М-8, К-88 Малютка – Az Ugolok nyeba repülő-enciklopédia cikke (oroszul)
- К-8, К-8М, Р-8М – Az Ugolok nyeba repülő-enciklopédia cikke (oroszul)
- Р-98 – Az Ugolok nyeba repülő-enciklopédia cikke (oroszul)